# アメカフェ♪
『アメカフェ♪』（あめかふぇ）は、日本テレビで2008年10月8日から2009年4月1日まで放送されていたトーク番組である。同局で深夜のバラエティ番組では初となる字幕放送を実施した。

## 内容
- アメーバブログに登録している有名人をゲストに招きトークする。

## 司会
- アンタッチャブル
- 押切もえ

## 放送時間
- 水曜日0:29 - 0:59（火曜日深夜、JST）

## スタッフ
- プロデューサー・演出：北條伸樹
- チーフプロデューサー：大野彰作
- 制作協力：unmec
- 製作著作：日本テレビ